# Achille Emperaire

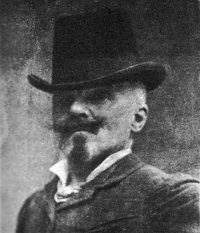
Achille Emperaire um 1895

Achille Emperaire (* 16. September 1829 in Aix-en-Provence; † 8. Januar 1898 ebenda) war ein französischer Maler und Freund von Paul Cézanne.

## Leben

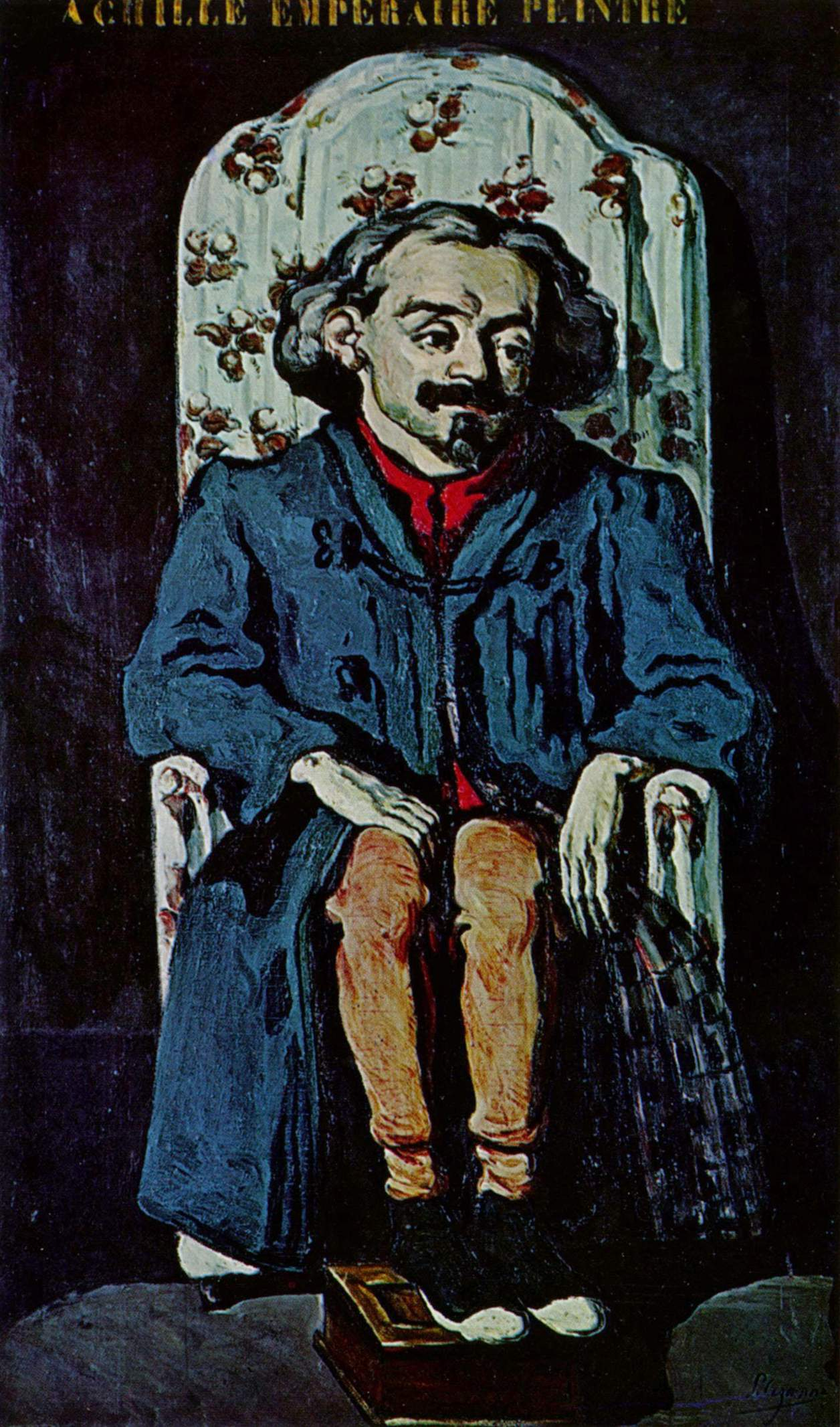
Paul Cézanne: Porträt Achille Emperaire, Musée d’Orsay, Paris, um 1868

Achille Emperaire kam 1829 in Aix-en-Provence mit einer körperlichen Behinderung zur Welt und blieb zwergenhaft klein.
Emperaire nahm in Aix Zeichenunterricht von 1844 bis 1856 und ging dann zu weiteren Studien an die Malschule von Thomas Couture nach Paris, während Cézanne im Jahr 1858 seine Schulzeit beendete. Sie trafen sich erst 1861 an der Académie Suisse in Paris. Um den Abschluss zu erreichen, war Emperaire jede Hilfe recht, so hätte er auch auf der Straße gelebt. Er schrieb sogar in einem Brief: „Wenn ich gelegentlich 80 Centimes für eine Mahlzeit ausgeben kann, erscheint mir das wie eine Orgie. […] Ja, Paris ist ein großes Grab. […] Wenige kommen zurecht, die meisten gehen zugrunde“.
Am Abend vor seiner ersten Ausstellung in Paris fügte er der Leinwand eines Gemäldes einen nicht getesteten Firnis hinzu. Am nächsten Tag war das Gemälde zerstört. Er war darüber so entsetzt, dass er nie wieder Firnis verwendete, eine Erklärung dafür, dass viele seiner Gemälde nicht mehr existieren. Es ist nur dem Eingreifen des Sohns von Joseph Ravaisou, einem französischen Maler, zu verdanken, dass einige Gemälde erhalten sind.
Durch einen glücklichen Zufall bekam Emperaire den Auftrag, ein Gemälde für den Louvre zu malen, und er bekam 1000 Franc dafür, was für diese Zeit eine erhebliche Summe war. Dieser Verdienst erlaubte es ihm, einige Schulden auszugleichen und ermöglichte ihm im Oktober 1873 eine Reise nach Aix. In diesem Jahr traf er den Schriftsteller Joachim Gasquet in Aix, der bis zum Lebensende sein bester Freund bleiben sollte.
Emperaire kehrte 1881 und im folgenden Jahr nach Paris zurück und wurde mit einer Mitgliedschaft in der Société libre des Artistes français geehrt. Seit dem Jahr 1873 verließ er Aix nicht mehr. Er suchte oft die Gegend um Tholonet auf, um dort zu malen. Am 8. Januar 1898 starb er in Aix-en-Provence im Alter von 68 Jahren.

## Werk (Auswahl)

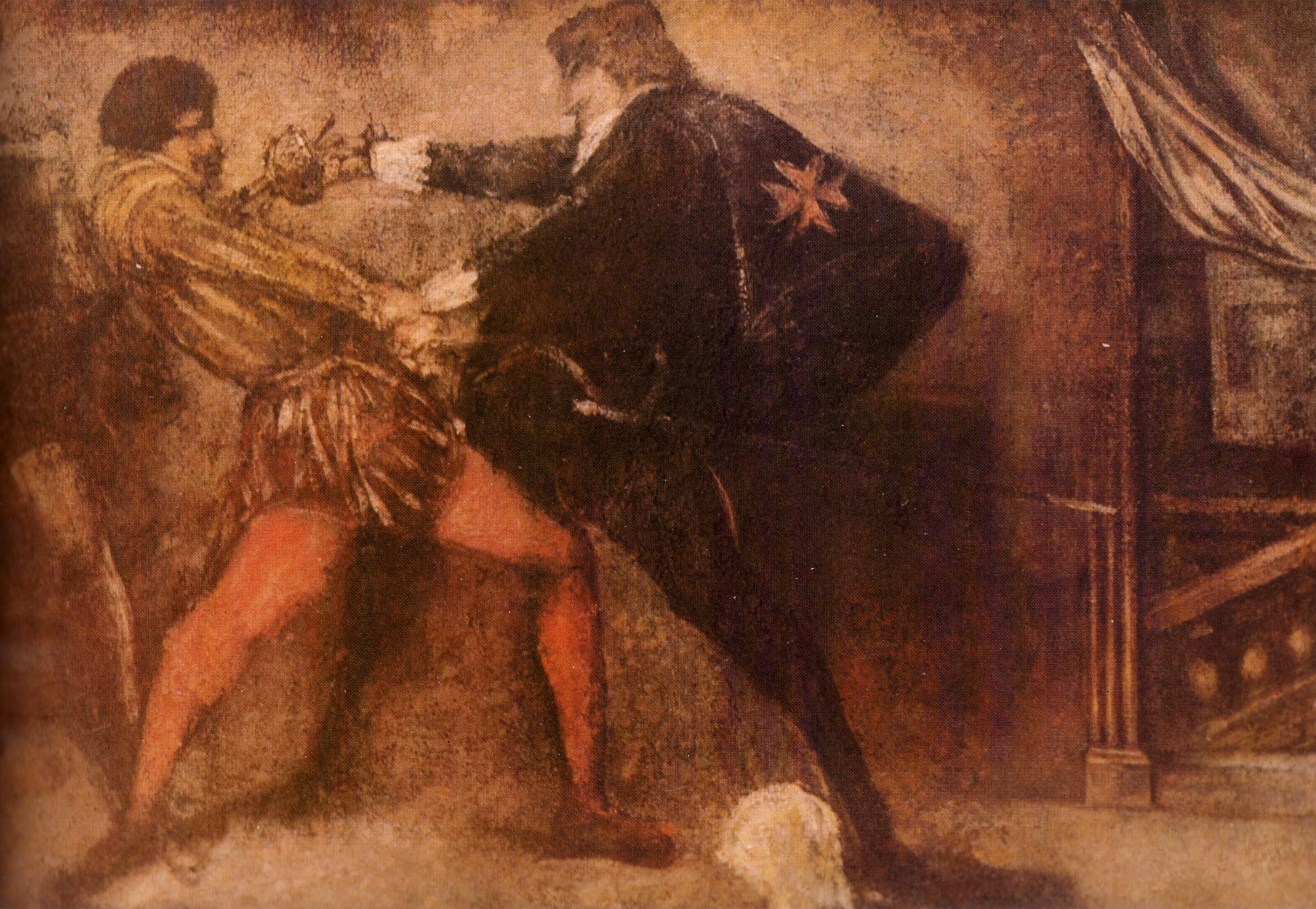
Das Duell, 1895

Trotz seiner zehnjährigen Freundschaft mit Cézanne nahm er dessen Malstil nicht an. Seine Vorbilder waren Tizian und Édouard Manet. Einige seiner Werke sind im Musée Granet in Aix-en-Provence ausgestellt.

### Gemälde
- Nu couché
- Baigneuse de Saul (auf der Rückseite ein Selbstporträt)
- Portrait de femme en buste (auf der Rückseite ein kniender Akt)
- Paysage de la campagne d’Aix
- Nature morte ou pichet (auf der Rückseite zwei Amazonen im Wald)
- Nature morte aux pêches ainsi que plusieurs dessins
- Amazone
- La République s’offrant aux hommages de ses adorateurs ou Suzanne au bain (1887)
- Bethsabée aux bains (1895)
- Le Duel (1895)